# Ciudad heroica
El título de ciudad heroica (en ruso: город-герой; en ucraniano: Міста-герої; en bielorruso: Гарады-героі) es un título honorífico soviético que premió el destacado heroísmo demostrado por los habitantes de diferentes ciudades entre 1941 y 1945, durante la Segunda Guerra Mundial, conocida en la Unión Soviética como Gran Guerra Patria. Fue otorgado a doce ciudades de la Unión Soviética y a la Fortaleza de Brest, a la cual se le concedió el título equivalente de «fortaleza heroica». Esta condecoración equivale a la distinción individual de Héroe de la Unión Soviética. Actualmente cuatro de ellas se encuentran en el territorio de Ucrania, dos en Bielorrusia (incluyendo la fortaleza heroica) y ocho en Rusia.
De acuerdo con el estatuto, a la ciudad heroica se le concede la Orden de Lenin, la Estrella de Oro y el certificado de la hazaña heroica «grámota» por parte del Presídium del Sóviet Supremo de la URSS. Asimismo, se instala el correspondiente obelisco en la ciudad.

## Ciudades heroicas

### RSFS de Rusia
- Leningrado (actualmente San Petersburgo) (título otorgado en 1945)
- Stalingrado (actualmente Volgogrado) (1945)
- Moscú (1965)
- Novorosíisk (1973)
- Tula (1976)
- Múrmansk (1985)
- Smolensk (1985)
- Sebastopol (1945)

### RSS de Ucrania
- Odesa (1945)
- Kiev (1961)
- Kerch (1973)

### RSS de Bielorrusia
- Minsk (1974)
- Fortaleza de Brest (fortaleza heroica) (1965)

## Títulos similares

### Colombia
En Colombia, la ciudad de Cartagena de Indias es a menudo llamada «ciudad heroica» por los sitios que ha soportado al ser un puerto de importancia en el Caribe, sobre todo los de 1741 y 1815.

### Chile
En Chile, la ciudad de San Felipe fue nombrada «ciudad heroica» por su actuar durante la independencia de dicho país, denominación luego ampliada a «Siempre Heroica Ciudad de San Felipe de Aconcagua».

### Cuba
En Cuba existe también el título de «ciudad heroica» que solo ha sido obtenido por una: Santiago de Cuba.

### Perú
En Perú la ciudad de Tacna es considerada la «ciudad heroica del Perú», aunque sin mayor trascendencia militar, dado que no contuvo el avance del Ejército Chileno, durante la guerra del Pacífico. Esta condición se debería a que fue devuelta por Chile luego del Tratado de Lima de 1929.

### Ucrania
El 6 de marzo de 2022 el presidente de Ucrania, Volodímir Zelenski, le concedió el título de «ciudad heroica» a seis ciudades de Ucrania por su defensa ante las tropas rusas en la invasión rusa de Ucrania.
| Ciudad    | Óblast              | Fecha              |
| --------- | ------------------- | ------------------ |
| Járkov    | Óblast de Járkov    | 6 de marzo de 2022 |
| Chernígov | Óblast de Chernígov | 6 de marzo de 2022 |
| Mariúpol  | Óblast de Donetsk   | 6 de marzo de 2022 |
| Jersón    | Óblast de Jersón    | 6 de marzo de 2022 |
| Hostómel  | Óblast de Kiev      | 6 de marzo de 2022 |
| Volnovaja | Óblast de Donetsk   | 6 de marzo de 2022 |